# لوسي فرجينيا فرينش
لوسي فرجينيا فرينش (بالإنجليزية: Lucy Virginia French)‏ هي محرِّرة وكاتِبة وشاعرة أمريكية، ولدت في 16 مارس 1825 في مقاطعة أكوماك في الولايات المتحدة، وتوفيت في 31 مارس 1881.